# Hadis
Hadis, în alte limbi și hadîth (în arabă حديث), reprezintă consemnarea unei fapte sau spuse a profetului Muhammad. În sens general, termenul poate fi folosit și cu referire la o faptă sau spusă a unuia din tovarășii săi sau succesorilor săi.

## Știința hadisului
Stiința de hadisului este știința care se ocupă cu luarea în considerare a dovezilor despre tradiția "mesagerul lui Allah" (Mohamed), dacă se cunoaște sursa acestor vorbe și, cel care a transmis aceste vorbe, în termeni de acceptare și de răspuns, și se ia în considerare semnificația textului după verdictul și după regulile care disting un randament acceptabil ca fiind atribuit lui Mohamed.

### Al Muwatta, de Malik ibn Anas al Sabahi
Numeroși  cercetători, filologi, teologi și juriști din secolul al 2-lea al  hegirei au întreprins călătorii în toate regiunile lumii islamice, pentru a aduna tradițiile de la autoritățile în materie, și pentru a le clasa după diverse criterii. Aceștia vor purta numele de muhaddisun, cunoscători al tradiției.

Pe la sfârșitul secolului al II-lea al hegirei (al VIII-lea al erei creștine), nevoia de a dispune de lanțuri complete (isnad) ale transmițătorilor de tradiții, care să urce până la sursa inițială, a devenit evidentă și chiar presantă.

Prima încercare în acest sens a fost lucrarea lui Malik ibn Anas al Sabahi, intitulată „Al Muwatta”, în care au fost incluse numeroase tradiții, unele cu lanțuri parțiale, altele cu lanțuri complete, iar altele lipsite cu desăvârșire de lanțuri. Culegerile de tradiții care au început să apară după aceea dispuneau de două elemente esențiale: pe de o parte, lanțul autorităților (isnad sau sanad), pe de altă parte, textul propiu-zis al tradițiilor (matn).
Imamul As-Safii, elev al lui Malik, a continuat demersul lui Malik în  acest sens. S-au emis opinii diferite în legatură cu admiterea sau respingerea consemnării hadiselor, însă epigonii au început să înregistreze, în scris, numeroase relatări despre profet, constituind, astfel, baza pentru elaborarea de lucrări ample în secolul următor. Printre aceștia, sunt menționați, în mod deosebit `Urwa ben al-Zubair și Muhammad Bin Muslim bin Sihab az-Zuhri, care vor deveni, astfel, una  dintre autoritățile poate cele mai des citate.

Primele culegeri au început clasarea hadiselor după companioni care le-au transmis. În  această  categorie se încadrează lucrările întocmite de At-Tayalisi și de Ahmad ben Hanbal, iar lucrarea lui Malik, intitulată Al Muwatt`, este citată printre primele culegeri în care materialul este clasat după subiecte.

### Sahih, de Al-Bukhari și Muslim
În secolul al IX-lea creștin au apărut câteva dintre cele mai voluminoase și mai importante culegeri de hadis (musannafat), alcătuite după acest criteriu. Șase dintre acestea s-au detașat de celelalte și au ajuns să se bucure de cea mai mare autoritate până în zilele noastre. Acestea sunt cele două culegeri întocmite de Al-Bukhari și Muslim, care poartă titlul Sahih, urmate de patru lucrări cu titlul Sunan, alcătuite de Abu Dawud, At-Termizi, An Nasa`i și Ibn Maja.
Aceste culegeri  conțin date biografice și comentarii asupra Coranului, precum și numeroase detalii referitoare la viața și practica religioasă, dreptul canonic, organizarea socială, conduita în viața publică și în viața privată. În teorie, tradițiile incluse în culegerile întocmite de Al-Bukhari și de Muslim sunt considerate, în totalitate, ca autentice (sahih), în vreme ce acelea incluse în alte lucrări sunt considerate ca având valoare de grade foarte diferite.
Începând din secolul al IV-lea al hegirei (al X-lea e.n.), culegerile întocmite  de Al-Bukhari și Muslim se bucură de o recunoaștere cvasiunanimă, iar în  final, toate cele șase culegeri vor fi definitiv recunoscute, și vor fi citate prin expresia „As-Sihah as-sitta” (cele șase autentice).

## Clasificarea hadiselor
Clasificarea hadiselor se poate face în funcție de criterii dintre cele mai diferite, de exemplu, după numărul transmițătorilor, după natura isnad-ului, după trăsăturile specifice ale matn-ului sau ale isnad-ului, sau în funcție de gradul de acceptabilitate.

### Clasificarea generală
I. Prima și totodată cea mai generală clasificare grupează hadisele în:
A. Sahih, "sănătos; autentic"
B. Hasan, "bun"
C. Da'if, "slab"
D. Saqim, "bolnav".
A. Cele socotite sahih comportă, la rândul lor, șapte grade diferite:
- cele care au fost consemnate de Al-Bukhari și Muslim.
- cele care figurează doar Al-Bukhari.
- cele care figurează doar Muslim.
- cele care nu figurează la nici unul dintre cei doi, dar întrunesc condițiile lor.
- cele care întrunesc condițiile lui Al-Bukhari.
- cele care întrunesc condițiile lui Muslim.
- tradițiile considerate a fi "sănătoase" de către alte autorități.

B. Tradițiile din categoria hasan sunt considerate la fel de puternice, dar ele sunt necesare și folositoare pentru clasificarea unor chestiuni de ordin juridic.
C. Tradițiile de tip da'if au și ele câteva grade diferite. Utilizarea acestora este permisă când este vorba de exportații, de istorii, de bună conduită, dar folosirea lor nu este admisă în chestiunile de natură juridică.

### Clasificare după numărul transmițătorilor
II. O a doua clasificare ține seama de numărul transmițătorilor:
- Mutawatir – hadis transmis de un număr mare de autorități, astfel încât înțelegerea între transmițători sau constrângerea lor să mintă sunt exluse.
- Mașhur – hadis transmis de mai multe de două persoane, care nu este în mod obligatoria sahih.
- Mustafid – hadis socotit de către unii ca fiind echivalent ca mașhur, iar de alții ca fiind echivalent cu mutawatir, dar cei mai mulți îl consideră a fi o clasă intermediară.
- `Aziz – hadis transmis de o persoană care s-a bucurat de o autoritate suficientă pentru ca tradițiile transmise de ea să fie înregistrate, când alte două sau trei persoane au participat la relatarea lui.
- Gharib – hadis provenit de la un singur companaion sau de la un singur epigon; cu referinre la isnad, la matn sau la ambele aspecte.
- Fard – se întrebuințează pentru un isnad comportând un singur transmițător sau pentru o tradiție provenind dintr-o singură regiune.
- Șaaz – hadis provenind de la o singură autoritate și într-o formulare diferită de cea în care apare eventual la alții; un astfel de hadis trebuie respins, dacă este diferit de versiunea transmisă de persoane care se bucură de mare autoritate sau dacă trasmițătorul nu se bucură de credibilitate suficientă pentru a i se accepta tradițiile, atunci când ele nu sunt transmise și de către alții.
- Aahad – hadis transmis de un număr relativ mic de persoane, considerat insuficient pentru a-l face mutawatir.

### Clasificaretradiție sfântă - tradiție profetică
III. Un tip cu totul diferit de cele menționate mai sus și de o valoare aparte este așa- numitul hadis Qudsi "tradiție sfântă/sacră", căruia i se mai spune și hadis ilahi/rabbani "tradiție divină".

Avem de-a face, în acest caz, cu niște cuvinte care au fost rostite de Allah, în opoziție cu hadis nabawi "tradiție profetică", în care sunt relatate cuvintele sau actele Profetului Muhammad, Allah să-l binecuvânteze și să-l miluiască!
Dar cu toate că hadisul qudsi conține cuvintele lui Allah, el nu a fost inclus în Coran și diferă versetele coranice care au fost revelate prin intermediul arhanghelului Gavriil.
Hadis qudsi nu vine în mod obligatoriu prin intermediul arhanghelului Gavriil, ci poate să vină și prin inspirație (ilham) sau în vis. Spre deosebire de versetele coranice, aceste tradiții nu pot fi recitate în timpul rugăciunii, iar atingerea lor nu impune în mod obligatoriu purificarea rituală. "Tradițiile sacre" nu constituie un grup separat în culegerile de hadise, dar au fost alcătuite și culegeri conținând numai tradiții de acest gen.
Cea mai voluminoasă dintre acestea este culegerea întocmită de Muhammad al-Madani în anul 881/1476, intitulată Al-Ithafi as-saniyya fi al-ahadis al-qudsiyya, în care au fost încluse 858 de tradiții de acest tip. O altă culegere mai puțin voluminoasă, dar destul de citată, este cea întocmită de Muhyi ad-Din ibn al-'Arabi în anul 638/1240, purtând titlul Mișkat al-anwar.

### Clasificare după natura isnad-ului
IV. Un alt criteriu de clasificare a hadiselor este natura isnad-ului. Din acest punct de vedere ele sunt împarțite în următoarele tipuri :
- Muttasil – hadis cu isnad fără întreruperea continuitații până la sursă; dacă el urcă până la profetul Muhammad, este muttasel marfu', iar daca urcă numai până la companioni este muttasel mawouf.
- Musnad – calitate ce se aplică în general unui hadis cu isnad continuu care urcă până la Profet (adică mutasel marfu'), însă unii aplică această calitate și hadiselor care urcă numai la companioni sau chiar până la epigoni.
- Munqati' – hadis urcând până la epigon și care se referă la cuvintele sau la actele sale personale.
- Munfasil – calitate ce se aplică unei tradiții ce comportă mai multe lacune în isnad, pentru a o deosebi de cea numită munqati'.
- Mu'allaq – calitate aplicată hadisei din al cărei isnad sunt omise unele nume sau care este lipsit total de isnad .
- Mursal – hadis în care epigon îl citează direct pe Profetul Muhammad, Allah să-l binecuvânteze și să-l miluiască!
- Mu'allal sau Ma'lul – hadis comportând oarecare slăbiciune, fie în isnad, fie în matn.

### Clasificare după trăsăturile specifice ale matn-ului sau ale isnad-ului
V. O altă clasificare ține seama de trăsăturile specifice matn-ului sau isnad-ului. Și din acest punct de vedere se disting:
- Ziyadat ath-thiqat – adică adăugările facute de autorități în matn sau în isnad care nu se întâlnesc la alți transmițatori și care pot fi acceptate sau nu.
- Mu'an'an – adică un isnad în care prepoziția 'an ("preluat de la.....") nu este însoțită de o indicație clară în legatură cu modul în care tradiția a fost culeasă.
- Musalsal – este un isnad în care transmițătorii folosesc aceleași cuvinte, sunt din acelasi fel sau provin din acelasi loc.
- Musalsal al-half – este un tip de isnad în care fiecare transmițător pronunță un jurământ.
- Mudallas – se întrebuințează pentru un hadis care prezintă o lacună ascunsă în isnad .
- Mubham – este un hadis în care un transmițator este indicat vag, ex: rajul "un bărbat", ibn fulan "fiul lui cutare", etc.
- Maqlub – este un hadis atribuit altcuiva decât autorităților reale sau în care isnad-ul este luat de la o autoritate, iar matn-ul de la o altă autoritate.
- Mudraj – folosit pentru un hadis în care se inserează detalii împrumutate din altul, fie în isnad, fie în matn.
- Mudtarib – se întrebuințează pentru un hadis în legătură cu care există dezacord între transmițători, fie în legătură cu isnad-ul fie în legătură cu matn-ul, rezultatul în acest caz fiind un hadis "slab".
- Isnad 'aliy – "isnad înalt" este o expresie folosită pentru situația când există foarte puține verigi între transmițător si Profetul Muhammad - Allah să-l binecuvânteze și să-l miluiasca! - sau între el și o autoritate.
- Isnad nazil – "isnad scăzut" indică prezența unui număr mare de verigi.
- Mudabbaj – este un calificativ pentru hadisele transmise de doi contemporani unul altuia.

### Clasificare în funcție de gradul de acceptabilitate
VI. În funcție de gradul de acceptabilitate, tradițiile pot fi:
A.
- Ma'ruf – "cunoscut", se spune despre o tradiție "slabă" confirmată de o alta la fel de "slabă", sau într-o altă accepțiune calificativul este aplicat unui tradiționist din gura căruia transmit hadise două sau mai multe persoane.
- Majhul – "necunoscut", cu referire fie la persoana, fie la credibilitatea acordată hadisului.
- Maqbul – "acceptat" este un hadis care întrunește condițiile, fiind prin urmare sahih sau hasan.
- Mahfuz – "păstrat în memorie", se spune despre un hadis care, comparat cu șaadhdh este considerat de o valoare mai mică.

B. Tradițiile neacceptate prezintă la rândul lor câteva grade:
- Munkar – "ignorat" este un hadis cu un singur transmițător, diferit de versiunea realtată de un alt transmițător demn de încredere, sau care nu are autoritate suficientă pentru a fi acceptat, deoarece este singur; unii pun munkar pe același plan cu șaadhdh, alții consideră că munkar îi este inferior.
- Mardud – "respins" este un hadis cu trasmițător slab, în opoziție cu maqbul.
- Matruk – "abandonat" este un hadis cu un singur transmițător și acela suspectat de minciună, de neglijență sau de erori frecvente.
- Matruh – "aruncat", considerat de unii critici ca sinonim al lui matruk, dar de către alții ca o clasă aparte; mai puțin acceptabil decât da'if, dar nu atât de slab ca mawdu' "contrafăcut", care este mai respins decât toate celelalte categorii.

Curând după apariția primelor culegeri de hadise, au apărut și diverse discipline legate de studiul Tradiției, numite 'Ulum al-hadis științele Tradiției. S-au scris numeroase lucrări despre tradiții, dar lui Abu Muhammad ar - amhurmuzi i se datorează primul tratat cuprinzător, alcătuit din șapte părți, intitulat Al-Muhaddis al-fasil bayna ar-rawi wa l-wa 'i, iar Al-Hakim an - Naysaburi a lăsat o operă mult mai sistematică, alcătuit din 52 de capitole, intitulată Ma'rifat 'ulum al-Hadis.
Sistemul său de clasificare a fost urmat în linii generale și de cercetătorii din epocile următoare. Ibn As-Salah, în lucrarea sa intitulată 'Ulum al-Hadis științele Hadisului, stabilește numeroase categorii de tradiții și de transmițători, punând un accent deosebit pe cunoașterea companionilor și a epigonilor.
Lucrarea Ta'wil mukhtalaf al-Hadis interpretarea diverselor hadise, de Ibn Qutayba este o operă clasică asupra divergențelor dintre hadise.
Lista lucrărilor de acest tip poate continua cu numeroase titluri, dar nu mai puțin demn de interes ni se pare să atragem atenția asupra prelungirii cercetării Hadisului până în zilele noastre, când continuă să apară numeroase studii și cărți pe această temă, datorate atât cercetătorilor arabi, cât și orientaliștilor, utilizându-se cele mai moderne mijloace de cercetare, inclusiv computerul, care dă răspuns numeroaselor chestiuni care nu au fost pe deplin elucidate.